# Список епізодів телесеріалу «Ґотем»
«Ґотем» (англ. Gotham) — американський кримінальний фантастичний телесеріал, створений Бруно Геллером на основі персонажів, що з'являються у франшизі про Бетмена й опубліковані виданням DC Comics, в основному про детектива Джима Ґордона та Брюса Вейна. У головній ролі молодого Джима Ґордона знявся Бен Маккензі. 
Прем'єра серіалу відбулася 22 вересня 2014 року на телеканалі Fox. Вихід серій п'ятого сезону очікується 3 січня 2019 року.

## Огляд
| Сезон | Епізоди | Епізоди | Оригінальний показ | Оригінальний показ |
| Сезон | Епізоди | Епізоди | Перший показ       | Останній показ     |
| ----- | ------- | ------- | ------------------ | ------------------ |
| 1     | 22      | 22      | 22 вересня 2014    | 4 травня 2015      |
| 2     | 22      | 22      | 21 вересня 2015    | 23 травня 2016     |
| 3     | 22      | 22      | 19 вересня 2016    | 5 червня 2017      |
| 4     | 22      | 22      | 21 вересня 2017    | 17 травня 2018     |
| 5     | 12      | 12      | 3 січня 2019       | 25 квітня 2019     |

## Перший сезон (2014-2015)
| No. | Назва                                                              | Режисер        | Сценарист            | Дата показу в США | Код продукції  | Глядачі США (в мільйонах) |
| --- | ------------------------------------------------------------------ | -------------- | -------------------- | ----------------- | -------------- | ------------------------- |
| 1 | «Пілот» «Pilot»                                                    | Денні Кеннон   | Бруно Геллер         | 22 вересня 2014   | 276072         | 8.21                      |
| На плечі жорсткого детектива Гарві Буллока та його новенького напарника Джеймса Ґордона падає нелегка справа вбивства Томаса і Марти Вейнів. Вони швидко знаходять підозрюваного, який під час бійки з Джимом отримує смертельне поранення від Буллока. Пізніше Ґордон з'ясовує, що ймовірного вбивцю Вейнів підставили і вони вбили невинну людину. В ході розслідування Джим знайомиться з Фіш Муні, Освальдом Коббльпотом, Карміне Фальконе та іншими злочинцями Ґотема.                     |                                                                    |                |                      |                   |                |                           |
| 2 | «Селіна Кайл» «Selina Kyle»                                        | Денні Кеннон   | Бруно Геллер         | 29 вересня 2014   | 4X6652         | 7.45                      |
| Невідомі на замовлення Лялькаря займаються кіднепінґом бездомних дітей. За ініціативою мера всіх безпритульних неповнолітніх для їх порятунку забирають з вулиць і везуть в колонію для неповнолітніх. Серед них опиняється і Кішка (Селіна Кайл). Але один з автобусів захоплюють поплічники лялькаря. На щастя детективи Буллок і Ґордон вчасно знаходять місце, куди вивозили дітей. Кішка, яка певний час спостерігала за Джеймсом вирішує допомогти йому знайти справжнього вбивцю Вейнів. |                                                                    |                |                      |                   |                |                           |
| 3 | «Людина з повітряними кулями» «The Balloonman»                     | Дермотт Довнс  | Джон Стівенс         | 6 жовтня 2014     | 4X6653         | 6.36                      |
| Нова справа детективів Ґордона та Буллока дає зрозуміти, що без народного месника, який буде діяти в обхід закону, відновити справедливість та подолати злочинність у Ґотем-Сіті неможливо. Першим таким месником на шляху в Джеймса стає Людина-Повітряна куля, який прив'язує жорстоких копів та збочених священиків міста до метеозондів і відпускає їх в останній політ. |                                                                    |                |                      |                   |                |                           |
| 4 | «Аркгем» «Arkham»                                                  | ТіДжей Скотт   | Кен Вудруфф          | 13 жовтня 2014    | 4X6654         | 6.39                      |
| 5 | «Гадюка» «Viper»                                                   | Тім Хантер     | Ребекка Перрі Каттер | 20 жовтня 2014    | 4X6655         | 6.09                      |
| 6 | «Дух Козла» «Spirit of the Goat»                                   | ТіДжей Скотт   | Бен Едлунд           | 27 жовтня 2014    | 4X6656         | 5.89                      |
| 7 | «Парасолька Пінгвіна» «Penguin's Umbrella»                         | Роб Бейлі      | Бруно Геллер         | 3 листопада 2014  | 4X6657         | 6.63                      |
| 8 | «Маска» «The Mask»                                                 | Пол Едвардс    | Джон Стівенс         | 10 листопада 2014 | 4X6658         | 6.35                      |
| 9 | «Гарві Дент» «Harvey Dent»                                         | Карен Гавіола  | Кен Вудруфф          | 17 листопада 2014 | 4X6659         | 6.49                      |
| 10 | «ЛавКрафт» «LoveCraft»                                             | Гай Ферланд    | Ребекка Домерон      | 24 листопада 2014 | 4X6660         | 6.05                      |
| 11 | «Галерея злодіїв» «Rogues' Gallery»                                | Оз Скотт       | Сью Чанг             | 5 січня 2015      | 4X6661         | 7.06                      |
| 12 | «Що йому пташка на крилі принесла» «What the Little Bird Told Him» | Ігл Егілссон   | Бен Едлунд           | 19 січня 2015     | 4X6662         | 6.50                      |
| . |                                                                    |                |                      |                   |                |                           |
| 13 | «З поверненням, Джим Гордон» «Welcome Back, Jim Gordon»            | Венді Стензлер | Меган Мостін-Браун   | 26 січня 2015     | 4X6663         | 6.04                      |
| 14 | «Суворий доктор Крейн» «The Fearsome Dr. Crane»                    | Джон Берінг    | Джон Стівенс         | 2 лютого 2015     | 4X6664         | 5.79                      |
| 15 | «Опудало» «The Scarecrow»                                          | Нік Копус      | Кен Вудруфф          | 9 лютого 2015     | Буде оголошено | 5.63                      |
| 16 | «Сліпий пророк» «The Blind Fortune Teller»                         | Джеффрі Хант   | Бруно Хеллер         | 16 лютого 2015    | 4X6666         | 6.19                      |
| 17 | «Червоний Ковпак» «Red Hood»                                       | Нейтан Хоуп    | Денні Кеннон         | 23 лютого 2015    | 4X6667         | 6.53                      |
| 18 | «Кобблпотів вистачить на всіх» «Everyone Has A Cobblepot»          | Білл Іглс      | Меган Мостін-Браун   | 2 березня 2015    | 4X6668         | 6.10                      |
| 19 | «Маніяки та їхні жертви» «Beasts of Prey»                          | Ігл Егілссон   | Кен Вудруфф          | 13 квітня 2015    | 4X6669         | 4.50                      |
| 20 | «З-під ножа» «Under the Knife»                                     | ТіДжей Скотт   | Джон Стівенс         | 20 квітня 2015    | 4X6670         | 4.44                      |
| 21 | «Удар» «The Anvil or the Hammer»                                   | Пол Едвардс    | Джордан Харпер       | 27 квітня 2015    | 4X6671         | 4.58                      |
| 22 | «Усі щасливчики однакові» «All Happy Families Are Alike»           | Денні Кеннон   | Бруно Геллер         | 4 травня 2015     | 4X6672         | 4.93                      |

## Другий сезон (2015-2016)
| No. | Назва                                               | Режисер            | Сценарист                       | Дата показу в США | Код продукції | Глядачі США (в мільйонах) |
| --- | --------------------------------------------------- | ------------------ | ------------------------------- | ----------------- | ------------- | ------------------------- |
| 1   | «Damned If You Do...» «Зроби на свій страх і ризик» | Денні Кеннон       | Бруно Хеллер                    | 21 вересня 2015   | 4X6201        | 4.57                      |
| 2   | «Knock, Knock»                                      | Роб Бейлі          | Кен Вудруфф                     | 28 вересня 2015   | 4X6202        | 4.65                      |
| 3   | «The Last Laugh» «Посмертна посмішка»               | Іггл Егілссон      | Джон Стівенс                    | 5 жовтня 2015     | 4X6203        | 4,33                      |
| 4   | «Strike Force» «Молоді та незіпсовані»              | ТіДжей Скотт       | Денні Кеннон                    | 12 жовтня 2015    | 4X6204        | 4.17                      |
| 5   | «Scarification» «Заборонений плід»                  | Біл Ігглз          | Джордан Харпер                  | 19 жовтня 2015    | 4X6205        | 4.19                      |
| 6   | «By Fire» «У вогні»                                 | ТіДжей Скотт       | Ребекка Перрі Каттер            | 26 жовтня 2015    | 4X6206        | 4,32                      |
| 7   | «Mommy's Little Monster» «Любов до неньки»          | Кеннет Фінк        | Роберт Халл                     | 2 листопада 2015  | 4X6207        | 4.27                      |
| 8   | «Tonight's the Night» «Довгоочікувана мить»         | Джеффрі Хант       | Джим Барнс                      | 9 листопада 2015  | 4X6208        | 4.11                      |
| 9   | «A Bitter Pill to Swallow» «Гірка правда»           | Луіс Шоу Міліто    | Меган Мостін-Браун              | 16 листопада 2015 | 4X6209        | 4.35                      |
| 10  | «The Son of Gotham» «Син Готема»                    | Роб Бейлі          | Джон Стівенс                    | 23 листопада 2015 | 4X6210        | 4.00                      |
| 11  | «Worse Than a Crime» «Гірше, ніж злочин»            | Джеффрі Хант       | Бруно Хеллер                    | 30 листопада 2015 | 4X6211        | 4.51                      |
| 12  | «Mr. Freeze» «Містер Фріз»                          | Нік Копус          | Кен Вудруфф                     | 29 лютого 2016    | 4X6212        | 4.12                      |
| 13  | «A Dead Man Feels No Cold» «Відморожений»           | Ігл Егілссон       | Сет Бостон                      | 7 березня 2016    | 4X6213        | 4.54                      |
| 14  | «This Ball of Mud and Meanness» «На самому дні»     | Джон Берінг        | Джордан Харпер                  | 14 березня 2016   | 4X6214        | 4,01                      |
| 15  | «Mad Grey Dawn» «Підстава»                          | Нік Копус          | Роберт Халл                     | 21 березня 2016   | 4X6215        | 3,89                      |
| 16  | «Prisoners» «В'язні»                                | Скотт Вайт         | Денні Кеннон                    | 28 березня 2016   | 4X6216        | 3,82                      |
| 17  | «Into the Woods» «У лісі»                           | Оз Скотт           | Ребекка Перрі Каттер            | 11 квітня 2016    | 4X6217        | 3.71                      |
| 18  | «Pinewood» «Пайнвуд»                                | Джон Стівенс       | Роберт Халл і Меган Мостін-Брін | 18 квітня 2016    | 4X6218        | 3,72                      |
| 19  | «Azrael» «Азраїл»                                   | Лариса Кондратські | Джим Барнс і Кен Вудруфф        | 2 травня 2016     | 4X6219        | 3,59                      |
| 20  | «Unleashed» «Монстр на волі»                        | Пол Едвардс        | Денні Кеннон                    | 9 травня 2016     | 4X6220        | 3,67                      |
| 21  | «A Legion of Horribles» «Живі мерці»                | Роб Бейлі          | Джордан Харпер                  | 16 травня 2016    | 4X6221        | 3,84                      |
| 22  | «Transference» «Вивільнення»                        | Ігл Ігілссон       | Бруно Хеллер                    | 23 травня 2016    | 4X6222        | 3,62                      |

## Третій сезон (2016-2017)
| No. | Назва                                                          | Режисер            | Сценарист                        | Дата показу в США | Код продукції  | Глядачі США (в мільйонах) |
| --- | -------------------------------------------------------------- | ------------------ | -------------------------------- | ----------------- | -------------- | ------------------------- |
| 1   | «Better to Reign in Hell» «Пекельне місто»                     | Денні Кеннон       | Джон Стівенс                     | 19 вересня 2016   | T13.19901      | 3.90                      |
| 2   | «Burn the Witch» «Полювання на відьму»                         | Денні Кеннон       | Кен Вудруфф                      | 26 вересня 2016   | T13.19902      | 3.54                      |
| 3   | «Look Into My Eyes» «Подивись мені в очі»                      | Роб Бейлі          | Денні Кеннон                     | 3 жовтня 2016     | T13.19903      | 3.19                      |
| 4   | «New Day Rising» «Звичайний день для Готема»                   | Ігл Ігілсон        | Роберт Халл                      | 10 жовтня 2016    | T13.19904      | 3.42                      |
| 5   | «Anything for You» «Все для тебе»                              | ТіДжей Скотт       | Деніз Те                         | 17 жовтня 2016    | T13.19905      | 3.32                      |
| 6   | «Follow the White Rabbit» «Фатальний вибір»                    | Нейтан Хоуп        | Стівен Ліліен і Брайан Вінбрандт | 24 жовтня 2016    | T13.19906      | 3,48                      |
| 7   | «Red Queen» «Червона Королева»                                 | Скотт Вайт         | Меган Мостін-Брін                | 31 жовтня 2016    | T13.19907      | 3.16                      |
| 8   | «Blood Rush» «Погана кров»                                     | Роб Бейлі          | Тзе Чун                          | 7 листопада 2016  | T13.19908      | 3.52                      |
| 9   | «The Executioner» «Закон»                                      | Джон Берінг        | Кен Вудруфф                      | 14 листопада 2016 | T13.19909      | 3.63                      |
| 10  | «Time Bomb» «Тиха Банда»                                       | Ханелл Кулпеппер   | Роберт Халл                      | 21 листопада 2016 | T13.19910      | 3.44                      |
| 11  | «Beware the Green-Eyed Monster» «Смертельне кохання»           | Денні Кеннон       | Джон Стівенс                     | 28 листопада 2016 | T13.19911      | 3,37                      |
| 12  | «Ghosts» «Дух батька»                                          | Ігл Іглссон        | Денні Кеннон                     | 16 січня 2017     | T13.19912      | 3.69                      |
| 13  | «Smile Like You Mean It» «Джокер у рукаві»                     | Олатунде Осунсанмі | Стівен Лілієн і Брайан Вінбрандт | 23 січня 2017     | T13.19913      | 3,60                      |
| 14  | «The Gentle Art of Making Enemies» «Мати - анархія»            | Луіс Шоу Міліте    | Сет Бостон                       | 30 січня 2017     | T13.19914      | 3,46                      |
| 15  | «How the Riddler Got His Name» «Загадочник»                    | ТіДжей Скотт       | Меган Мостін-Браун               | 24 квітня 2017    | T13.19915      | 2,99                      |
| 16  | «These Delicate and Dark Obsessions» «Остання спокуса Гордона» | Бен МакКензі       | Роберт Халл                      | 1 травня 2017     | T13.19916      | 3,02                      |
| 17  | «The Primal Riddle» «Хто керує Готемом?»                       | Маха Врвіло        | Стівен Лілієн і Брайан Вінбрандт | 8 травня 2017     | T13.19917      | 3,03                      |
| 18  | «Light the Wick»                                               | Невідомо           | Невідомо                         | 15 травня 2017    | Буде оголошено | Н/Д                       |
| 19  | «All Will Be Judged»                                           | Невідомо           | Невідомо                         | 22 травня 2017    | Буде оголошено | Н/Д                       |
| 20  | «Pretty Hate Machine»                                          | Невідомо           | Невідомо                         | 29 травня 2017    | Буде оголошено | Н/Д                       |